# Cesira Ferrani
Cesira Ferrani (8. května 1863 Turín - 4. května 1943 Pollone) byla italská sopranistka.

## Život
Hudebně se vzdělávala u Antonietty Fricci. Po ukončení své umělecké kariéry se stal její dům místem setkávání intelektuální elity

## Angažmá a role
Poprvé vystoupila na veřejnosti jako Micaela v Bizetově opeře Carmen v Turíně roku 1887. Zpívala v Teatro Regio. Byla první italskou Melisandou v opeře Pelleas a Melisanda.

### Role
- Eva – opera Mistři pěvci norimberští Richarda Wagnera
- Manon Lescaut – opera Manon Lescaut Pucciniho; zpívala premiéru
- Mimi – opera Bohéma Pucciniho; zpívala premiéru
- Elsa – opera Lohengrin Richarda Wagnera
- Melisanda